# Championnat du Ghana de football 1993-1994
Navigation
Saison précédente Saison suivante
La saison 1993-1994 du Championnat du Ghana de football est la trente-cinquième édition de la première division au Ghana, la Premier League et la première saison de l'ère professionnelle. Elle regroupe, sous forme d'une poule unique, les douze meilleures équipes du pays qui se rencontrent deux fois, à domicile et à l'extérieur. En fin de saison, les deux derniers du classement sont relégués et remplacés par les deux meilleures formations de deuxième division.
C'est le club de Goldfields SC qui remporte le championnat cette saison après avoir terminé en tête du classement final, avec sept points d'avance sur le tenant du titre, Asante Kotoko et huit sur un duo composé de Hearts of Oak SC et de Great Olympics. C'est le tout premier titre de champion du Ghana de l'histoire du club.

## Les clubs participants
| - Hearts of Oak - Asante Kotoko - Goldfields SC - Great Olympics - Real Tamale United - Neoplan Star | - Ghapoha Readers - Afienya United - Cape Coast Dwarfs - Dawu Youngstars - Mighty Royals FC - Promu de D2 - Okwahu United - Promu de D2 |

## Compétition
Le barème de points servant à établir les classements se décompose ainsi :
- Victoire : 2 points
- Match nul : 1 point
- Défaite : 0 point

### Classement
| Rang | Équipe             | Pts | J  | G  | N  | P  | Bp | Bc | Diff |
| ---- | ------------------ | --- | -- | -- | -- | -- | -- | -- | ---- |
| 1    | Goldfields SC      | 34  | 22 | 15 | 4  | 3  | 38 | 14 | +24  |
| 2    | Asante KotokoT     | 27  | 22 | 9  | 9  | 4  | 27 | 13 | +14  |
| 3    | Hearts of Oak SCC  | 26  | 22 | 8  | 10 | 4  | 28 | 19 | +9   |
| 4    | Great Olympics     | 26  | 22 | 9  | 8  | 5  | 23 | 19 | +4   |
| 5    | Cape Coast Dwarfs  | 25  | 22 | 9  | 7  | 6  | 19 | 17 | +2   |
| 6    | Okwahu UnitedP     | 23  | 22 | 8  | 7  | 7  | 18 | 21 | -3   |
| 7    | Ghapoha Readers    | 21  | 22 | 5  | 11 | 6  | 18 | 18 | 0    |
| 8    | Dawu Youngstars    | 21  | 22 | 7  | 7  | 8  | 21 | 23 | -2   |
| 9    | Real Tamale United | 21  | 22 | 7  | 7  | 8  | 15 | 19 | -4   |
| 10   | Afienya United     | 19  | 22 | 6  | 7  | 9  | 20 | 24 | -4   |
| 11   | Neoplan Stars      | 14  | 22 | 6  | 2  | 14 | 15 | 26 | -11  |
| 12   | Mighty Royals FCP  | 7   | 22 | 2  | 3  | 17 | 11 | 40 | -29  |

|  | Qualification pour la Coupe des clubs champions africains 1995                        |
|  | Qualification pour la Coupe des Coupes 1995                                           |
|  | Qualification pour la Coupe de la CAF 1995                                            |
|  | Qualification pour la Coupe de l'UFOA 1995                                            |
|  | Relégation directe en deuxième division                                               |
|  | T : Tenant du titre C : Vainqueur de la Coupe du Ghana P : Promu de deuxième division |

## Bilan de la saison
| Championnat du Ghana de football 1993-1994 |                           |
| Champion                                   | Goldfields SC (1er titre) |
| Coupes et trophées                         |                           |
| Vainqueur de la Coupe du Ghana 1993-1994   | Hearts of Oak SC          |
| Qualifications continentales               |                           |
| Coupe des clubs champions africains 1995   | Goldfields SC             |
| Coupe des Coupes 1995                      | Hearts of Oak SC          |
| Coupe de la CAF 1995                       | Asante Kotoko             |
| Coupe de l'UFOA 1995                       | Cape Coast Dwarfs         |
| Promotions et relégations                  |                           |
| Promus en Premier League                   | Brong Ahafo United        |
| Promus en Premier League                   | Cornerstones              |
| Relégués en Second League                  | Neoplan Stars             |
| Relégués en Second League                  | Mighty Royals FC          |